# Dungeons & Dragons Online
Dungeons & Dragons Online: Eberron Unlimited ist ein MMORPG, das von Turbine Entertainment Software entwickelt und von Atari SA vertrieben wird. Es erschien im März 2006 für Windows unter dem Titel Dungeons & Dragons Online: Stormreach. Die Basis zum Spiel ist das Fantasy-Rollenspiel Dungeons & Dragons (kurz D&D) mit den dort festgelegten Regeln.

## Spielprinzip
Nach der Installation und der Anmeldung für das Spiel können Spieler eine Reihe an Charakteren erstellen. Diese Charaktere verfügen über eine Reihe von Attributen und Fähigkeiten. Neben den üblichen Grundattributen wie Stärke, Geschick und so weiter gibt es eine Vielzahl von Fähigkeiten, die für jeden Charakter individuell ausgestaltet werden können. Hierunter fallen beispielsweise so spezielle Fähigkeiten wie Schlösser knacken, Fallen entschärfen, Fallen entdecken und ähnliche mehr. Hinzu kommt eine Vielzahl an Talenten, die bei bestimmten Levelanstiegen gewählt werden können. Die Auswahl dieser ist ausschlaggebend bei der Entwicklung des Charakters. Welche Talente letztendlich zur Verfügung stehen, hängt von der Klasse, Rasse, Stufe und den Attributen des Charakters ab. Des Weiteren kann jeder Charakter sich Verstärkungen auswählen, deren Ausprägungen lediglich von Klasse, Rasse und Stufe abhängen und eine Neuheit des Spiels sind, da sie im Grundregelwerk von D&D nicht existieren. Im Gegensatz zu einer Reihe anderer MMORPGs ist die Charaktererstellung und individuelle Ausgestaltung recht ausführlich gestaltet.
Dem Spieler stehen zu Beginn 5 Rassen, nämlich Menschen, Elfen, Halblinge, Zwerge und die sog. Kriegsgeschmiedeten (Warforged im englischen Original) und 9 verschiedene Klassen (Kämpfer, Barbar, Barde, Zauberer, Hexer, Paladin, Kleriker und Waldläufer) zur Verfügung. Mit jedem Stufenaufstieg kann eine zusätzliche Klasse (maximal 3 verschiedene) gewählt, oder in der bereits gewählten vorangeschritten werden. Neben den Erfahrungspunkten („XP“), welche die Charakterstufe bestimmen gibt es auch Ruhmespunkte („Fame“ oder „Favor“) mit denen man sich eine weitere Rasse (den Dunkelelfen oder Drow-Elf) und eine weitere Klasse (die „Geliebte Seele“) und andere Vorteile freispielen kann.

## Server
Für europäische Spieler standen zwei Server zur Verfügung: Devourer und Keeper. Anfangs gab es mehr Server, die je nach Sprache aufgeteilt waren, auch wenn diese Bindung nicht zwingend war, so konnte jeder auf beliebigen europäischen Servern spielen. Da das Spiel nicht den erhofften Erfolg brachte, die Spielerzahl eher gering ausfiel und auch weiter schwand, wurden die Server später zusammengelegt. Hierbei traten Namenskonflikte bei einigen Charakteren auf, da deren Vornamen immer eindeutig sein müssen. In einem solchen Fall wurde den Spielernamen der vorherige Servername angehängt und dem Spieler freigestellt seinen Charakter einmalig umzubenennen. Aus „Uwe“ wurde so zum Beispiel „Uwe-Dorn“, wenn er zuvor auf dem Server „Dorn“ spielte.
Seit August 2010 ist der Betrieb eigener europäischer Server, die von Codemasters betrieben wurden, eingestellt. Seither stehen nur noch US-Server zur Verfügung.

## Ablauf des Spiels
Das Spiel findet in der Stadt Stormreach statt. Deshalb auch der offizielle Titel Dungeons & Dragons Online: Stormreach. Unterhalb dieser Stadt gibt es eine Vielzahl von Grüften und Gewölben, in denen sich verschiedene Gruppen versammeln. Die Ziele einiger dieser Gruppen bestehen in einfachen Verbrechen, während es eine Gruppe gibt, die die Vernichtung der gesamten menschlichen Zivilisation anstrebt.
Die Spieler, die in die Stadt gelangen, erhalten hier wiederholt die Aufgabe, in Gruppen die verschiedensten Kellergewölbe zu betreten und dort Aufgaben zu erfüllen. So sollen verschleppte Personen aus den Händen der Entführer befreit, untote oder magische Gegner erschlagen oder bestimmte Gegenstände geborgen werden.
Im Gegensatz zu Spielen wie Der Herr der Ringe Online: Die Schatten von Angmar, Anarchy Online und World of Warcraft findet das Spielgeschehen die meiste Zeit über in abgegrenzten Bereichen statt. In der Stadt Stormreach, in der sich jederzeit viele Spieler aufhalten können, können sie Aufgaben übernehmen und handeln. Die eigentlichen Aufgaben werden dann aber in den sogenannten Instanzen erledigt. Das hat den Vorteil, dass jede Gruppe ihre Aufgabe allein erledigen kann und nicht von anderen Gruppen dabei gestört wird. Es hat aber auch den Nachteil, dass hierdurch die Illusion einer umfassenden Welt zerstört wird.

## Schätze
In fast jeder Aufgabe können die Charaktere Schatztruhen finden, die in der Regel von einem starken Monster bewacht werden. In diesen sind für jeden Charakter zufällige Gegenstände der entsprechenden Stufe reserviert. Es ist nicht möglich, den anderen Spielern etwas aus den Truhen zu stehlen. Eine weitere Möglichkeit, an Schätze zu kommen, ist die Belohnung, die man für eine erledigte Aufgabe meist erhält. Der Spieler darf aus einer Liste von möglichen Belohnungen die aussuchen, die er haben möchte. Die Auswahl ist auch hier von der Stufe, der Aufgabe und dem Zufall abhängig.
Anders als bei vielen anderen Spielen hinterlassen die erschlagenen Monster selbst keine Gegenstände, sondern lediglich Sammelobjekte. Diese können, so denn genügend von ihnen aufgesammelt wurden, zu dem entsprechenden Sammler gebracht werden. Dieser belohnt den Charakter mit einem zufälligen Gegenstände einer bestimmten Gattung. Für das Sammeln von niederen Pilzen kann man so zum Beispiel Heiltränke bekommen, während geplünderte Orkklingen magische Geschosse einbringen. Alternativ finden die Sammelobjekte Verwendung in der Herstellung von Gegenständen, beim sogenannten „Crafting“.

## Kommunikation und Gruppenfindung
Wie gewohnt ist es bei diesem Titel möglich, über ein Chat-Fenster mit den übrigen Spielern in Kontakt zu treten, was aber immer auf die aktuelle Zone, in der man sich befindet beschränkt ist. Zusätzlich gibt es allerdings noch ein eigenes Fenster, über das Gruppen gefunden werden können. Hier kann der interessierte Spieler in einer tabellarischen Übersicht angeben, was für Mitstreiter er sucht (sowohl Klasse/n als auch Stufe der Charaktere) und wofür er sie sucht. Umgekehrt kann er nun von jedem Spieler, der sich dafür interessiert hierüber angesprochen werden. Zusätzlich wird eingeblendet, ob der Spieler selbst die Mindestanforderungen erfüllt. Hierdurch wird der Chat von den üblichen „Suche Gruppe“-Anfragen bereinigt und die Suche nach Gruppen vereinfacht.

## Gunst
In Stormreach gibt es unterschiedliche Fraktionen, die um die Macht kämpfen. Fast jede Aufgabe die vergeben wird, hat mit einer dieser Fraktionen zu tun und so steigt man in deren Gunst, wenn man diese erledigt. Erreicht man bestimmte Gunstwerte, so stehen einem gewisse Belohnungen zur Verfügung. Diese reichen von temporären Verzauberungen über wiederkehrende Munition bis hin zum vergrößerten Inventar. Ist eine bestimmte Menge an Gesamtgunst gesammelt worden, so steht es dem Spieler frei einen neuen Charakter mit der Rasse „Dunkelelf“ zu erstellen. Höhere Werte erlauben die Erstellung eines Charakters mit höheren Attributswerten.

## Alleinstellungsmerkmale
Besonders zeichnet dieses Spiel die Behandlung der Vergabe von Erfahrungspunkten aus. Im Gegensatz zu anderen Rollenspielen erhält der Charakter keine direkten Erfahrungspunkte für das Töten von Monstern, sondern lediglich für das Abschließen einer Aufgabe. Scheitert die Gruppe vor dem Erreichen des Ziels, so erhält diese auch keine Punkte. Wie viele Punkte es gibt hängt von unterschiedlichen Faktoren ab. Jede Aufgabe hat eine Basisanzahl an Punkten, gemessen an der Schwierigkeit und Länge. Modifiziert wird diese prozentual durch den Levelunterschied der Aufgabe und des höchsten teilnehmenden Charakters. Hinzu kommt die prozentuale Menge der getöteten Monster, gefundenen Geheimtüren, entschärften Fallen und zerschlagenen Gegenständen (Fässer, Kisten etc.). Zusätzlich gibt es innerhalb der Instanzen optionale Aufgaben zu erledigen, die zufällig auftreten können. Hierzu kann sowohl das Töten eines besonders schweren Gegners gehören als auch das Umgehen ganzer Gegnergruppen.
Die Aufgaben unterscheiden sich stark, so gibt es jene in denen viel gekämpft wird und solche, in denen viele Fallen gefunden und entschärft werden müssen. Diese Fallen sind meist tödlich, so denn keine Schutzvorkehrungen getroffen wurden, und manchmal auch an unterschiedlichen Orten platziert. Dies erfordert ein gutes Zusammenspiel zwischen dem Dieb und dem Rest der Gruppe.
Ebenso einzigartig ist die Tatsache, dass sich der Charakter innerhalb der Instanzen nicht regeneriert. Weder seine Lebenspunkte noch seine Zauberkraft wird automatisch aufgefrischt. Zum Erholen gibt es sogenannte Schreine, die spärlich in den Instanzen verteilt sind. Der Rastschrein, an dem einige Lebenspunkte und die Zauberkraft aufgefrischt werden, lässt sich je nach vor dem Betreten des Dungeons ausgewähltem Schwierigkeitsgrad nur in bestimmten Zeitintervallen bzw. nur ein einziges Mal pro Instanz verwenden, die Wiederbelebungsschreine hingegen lassen sich beliebig oft nutzen. Dieser Mechanismus sorgt für zusätzliche Spannung während der Kämpfe, da im Gegensatz zu anderen Spielen schwere Treffer nicht immer durch eine anschließende Pause ausgeglichen werden können.
Auszeichnend ist ebenfalls die Möglichkeit seinen Charakter individuell zu gestalten. Nicht nur in Form der Ausrüstung, sondern auch der gewählten Klassen. Denn bei jedem Levelaufstieg kann sich der Spieler für eine beliebige weitere Klasse entscheiden. Maximal sind drei verschiedene Klassen möglich. So ist es möglich einen Dieb zu erstellen, der im Umgang mit dem Bogen geschult ist oder einen Krieger der ebenso Magier ist. Der Kreativität sind hier kaum Grenzen gesetzt.
Ein weiteres großes Alleinstellungsmerkmal ist die Reinkarnation des Spieler-Charakters. Hat man den höchsten Charakter-Level erreicht, kann man mit demselben Charakter erneut von Stufe 1 beginnen, er reinkarniert. Dabei kann verfahren werden, wie bei der allerersten Charakter-Erstellung, nur der Name für den sich ein Spieler entschied, bleibt unverändert. Durch jede Reinkarnation bekommt der neue Stufe-1-Charakter einen kleinen zusätzlichen Bonus mit auf den Weg, abhängig davon, welche Klasse er im vorherigen Leben hauptanteilig war. Reinkarniert man einen Mönch, so bekommt der Charakter einen kleinen Bonus auf den Schadenswert, den er im Kampf mit physischen Angriffen anrichtet. Mit jeder Reinkarnation wird der Charakter ein klein wenig stärker. Es gibt verschiedene Arten der Reinkarnation mit entsprechend unterschiedlichsten Boni, die daraus resultieren.

## Kosten
Das Spiel ist seit August 2010 auch für deutsche Spieler Free-to-play. Das heißt, es fallen keine Kosten an, aber es gibt einen Itemshop, in dem man Vorteile wie Gegenstände oder Zauber im Spiel für reales Geld kaufen kann. Die interne Währung sind „DDO Store Points“ (früher „Turbine Points“). Man erhält sie ebenfalls für das Spielen selbst, durch das verdienen von Gunst bei den verschiedenen Fraktionen. So ist es möglich ohne jemals Echtgeld bezahlen zu müssen auch jegliche erkaufbaren Inhalte zu erspielen.

## Zusammenfassung
D&D online stellt zum Teil eine Reminiszenz an klassische Rollenspiele dar. Während Titel wie World of Warcraft oder Final Fantasy XI eine ganze Welt simulieren, in der dem Spieler die Illusion angeboten wird, Teil dieser Welt zu sein, bietet D&D online eher die Möglichkeit, mit anderen Spielern unterirdische Labyrinthe in solch einer Welt zu erforschen.